# Dorian Steidl

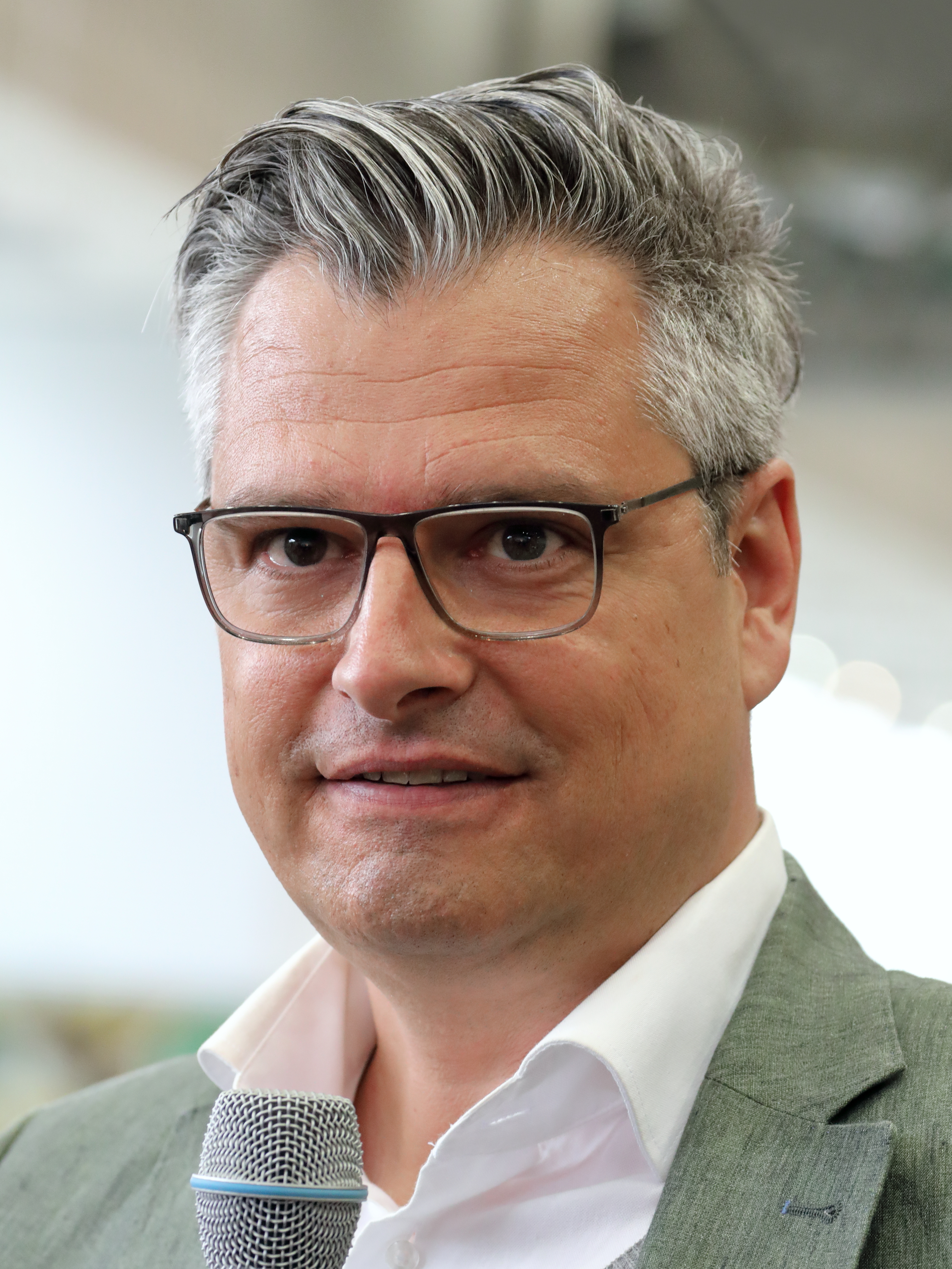
Dorian Steidl (2019)

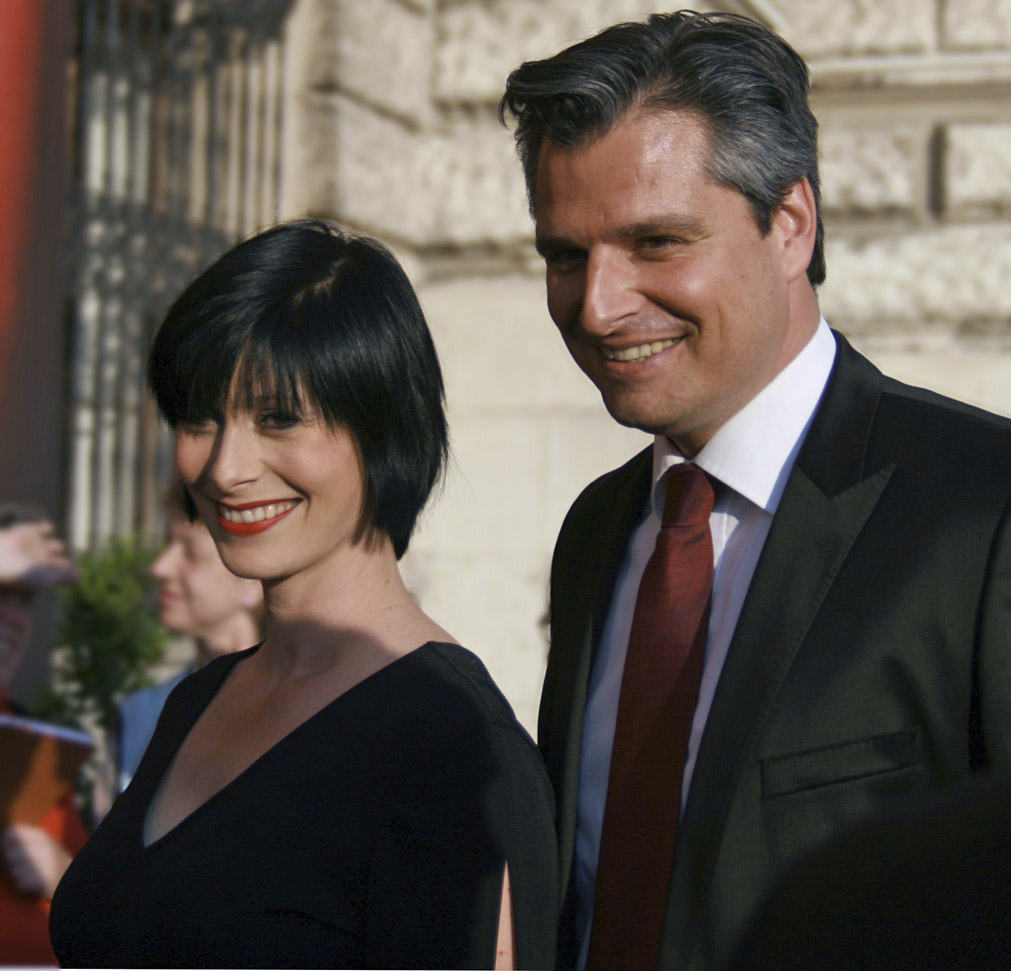
Dorian und Heike Steidl (Wien 2009)

Dorian Steidl (* 31. Jänner 1972 in Wien) ist ein österreichischer Moderator und ist gelegentlich auch in Filmen zu sehen. In Graz besuchte er bis 1990 das Gymnasium. Ab 1991 studierte er in Graz an der Karl-Franzens-Universität BWL.
Dorian Steidl moderierte im ORF die Spielshow Bingo abwechselnd mit Marie Christine Giuliani. Von 15. Jänner 2008 bis Anfang Mai vertrat Dorian Steidl Barbara Karlich während ihrer Karenz in der „Barbara Karlich Show“.
2008 nahm Dorian Steidl an der ORF-Tanzshow „Dancing Stars“ teil und mit seiner Partnerin Nicole Kuntner (Paar 07) konnte er das Finale gegen Elisabeth Engstler mit ihrem Tanzpartner Alexander Zaglmeier für sich entscheiden.
Dorian hat am 6. September 2008 in Glasgow zusammen mit seiner Tanzpartnerin Nicole Kuntner für Österreich beim Eurovision Dance Contest teilgenommen.
Steidl ist verheiratet und hat mit seiner Frau Heike die gemeinsame Tochter Marlene. Im Jänner 2009 folgte die zweite Tochter Caroline. Seit Juli 2008 fungieren Dorian und Heike Steidl als Testimonials für das 40-Jahre-Jubiläum des Versandhändlers Universal Versand.
Steidl lebt in Graz.

## Filmografie (Auswahl)
- 2008: Falco – Verdammt, wir leben noch!
- 2009: Annas zweite Chance
- 2011: Der Winzerkrieg
- 2011: Die lange Welle hinterm Kiel